# Obersimmental-Saanen
Verwaltungskreis Obersimmental-Saanen is een district in het kanton Bern met hoofdplaats Saanen. Het district omvat 7 gemeenten op 574,88 km².

## Geschiedenis
Bij de herindeling van het kanton Bern in 2010 is het district gevormd uit de voormalige districten Obersimmental en Saanen.

## Gemeenten
De volgende gemeenten maken deel uit van het district.
| Wapen             | Gemeentenaam      | Inwoners (x) | Oppervlakte (km²) |
| ----------------- | ----------------- | ------------ | ----------------- |
| Boltigen          | Boltigen          | 1.313        | 77,01             |
| Gsteig bei Gstaad | Gsteig bei Gstaad | 987          | 62,37             |
| Lauenen           | Lauenen           | 816          | 58,71             |
| Lenk              | Lenk              | 2.454        | 126,8             |
| Saanen            | Saanen            | 6.858        | 119,71            |
| St. Stephan       | St. Stephan       | 1.339        | 57,79             |
| Zweisimmen        | Zweisimmen        | 2.987        | 73,11             |
|                   | Totaal (7)        | x            | 574,88            |

Bern-Mittelland · Biel/Bienne · Emmental · Frutigen-Niedersimmental · Interlaken-Oberhasli · Jura bernois · Oberaargau · Obersimmental-Saanen · Seeland · Thun